# واینو پنتالا
واینو پنتالا (فنلاندی: Väinö Penttala; ۱۶ ژانویهٔ ۱۸۹۷ – ۲۸ فوریهٔ ۱۹۷۶) کشتی‌گیر اهل فنلاند بود.